# Mariene provincie Zwarte Zee
De Mariene provincie Zwarte Zee (7) (Engels: Black Sea marine province) is een biogeografische provincie en ligt in het gebied van de Zwarte Zee in het Marien rijk Gematigde Noordelijke Atlantische Oceaan. De mariene provincie is vastgesteld door het World Wide Fund for Nature en The Nature Conservancy en is vernoemd naar de Zwarte Zee.
In het zuidwesten grenst het gebied aan de mariene provincie Middellandse Zee (4).

## Geografie
De mariene provincie ligt met kusten in de landen Oekraïne, Rusland, Georgië, Turkije (noordkust), Bulgarije en Roemenië.

## Biogeografie
Het gebied kent zeeleven dat houdt van gematigde temperaturen.

## Mariene ecoregio's
De mariene provincie bestaat uit slechts één mariene ecoregio:
- Mariene ecoregio Zwarte Zee (44)